# Salvador Burruni
Salvador Burruni (L'Alguer, 11 d'abril de 1933 - 30 de març de 2004) va ser un boxador alguerès, que va competir en pes mosca i pes gall entre 1957 i 1969. Burruni va desenvolupar la major part de la seua carrera a Europa.
Va representar-se com a amateur a Itàlia en pes mosca als Jocs Olímpics de 1956 a Melbourne. Va caure en primera ronda pels punts davant el soviètic Vladimir Stolnikov. Després va combatre com a professional durant anys i va guanyar el campionat europeu de pes mosca. El 1965 va guanyar el títol de la WBA a Tailàndia. Va defendre el títol davant l'australià Rocky Gatellari, però el va perdre el 14 de juny de 1966 davant l'escocès Walter McGowan. No va poder mantindre el pes i va passar a la categoria de pes gall, on aconseguiria el títol europeu el 1968, davant Mimoum Ben Ali. El va perdre posteriorment a l'enfrontar-se a Rubén Olivares.
Burruni es va retirar després de 99 victòries (32 per KO), 9 derrotes i un empat.